# Dècada del 1760

## Esdeveniments
- Terratrèmols a Londres
- Guerra dels Set Anys
- Tractats per determinar la longitud al mar
- Es calcula la distància aproximada entre la Terra i el Sol
- Més de 50000 persones emigren des d'Alemanya a Hongria
- Auge dels enclosures a Anglaterra

## Personatges destacats
- Charles Messier, astrònom
- Denis Diderot
- Wolfgang Amadeus Mozart
- Carles III d'Espanya